# خافيير بولفوني
خافيير بولفوني (بالإسبانية: Javier Bulfoni)‏ مواليد 26 سبتمبر 1976، هو لاعب كرة سلة أرجنتيني بدأ مسيرته الاحترافية في سنة 1999. يبلغ طوله 6 قدم 4 بوصة (1.9 م).

## فرق لعب لها
- جيمناسيا لابلاتا

## روابط خارجية
- خافيير بولفوني على موقع الدوري الإسباني لكرة السلة (الإسبانية)
- خافيير بولفوني على موقع كرة السلة الأوروبية.كوم (الإنجليزية)
- خافيير بولفوني على موقع ريلجم (الإنجليزية)
- خافيير بولفوني على موقع بروبوليرز (الإنجليزية)
- خافيير بولفوني على موقع سبورتس رفرنس (الإنجليزية)